# Mado (Södra Chungcheong)
Mado är en ö i Sydkorea.   Den ligger i provinsen Södra Chungcheong, i den västra delen av landet, 120 km sydväst om huvudstaden Seoul. Arean är 0,58 kvadratkilometer.
Terrängen på Mado är platt. Öns högsta punkt är 50 meter över havet. Den sträcker sig 1,2 kilometer i nord-sydlig riktning, och 1,1 kilometer i öst-västlig riktning.